# Teublitz
Teublitz là một Town ở huyện Schwandorf, bang Bayern, Đức. Đô thị này tọa lạc bên sông Naab, 12 km về phía nam của Schwandorf, và 23 km về phía bắc của Regensburg.